# Carlos Osoro Sierra
Carlos kardinál Osoro Sierra (* 16. května 1945, Castañeda, Kantábrie) je španělský římskokatolický duchovní a emeritní arcibiskup madridský. Dne 19. listopadu 2016 jej papež František jmenoval kardinálem.

## Život
Do semináře vstoupil po univerzitních studiích pedagogiky a matematiky na Universidad Complutense de Madrid, vysvěcen byl v roce 1973.
Na Papežské univerzitě v Salamance získal licenciát z teologie a filosofie, v Salamance získal licenciát z pedagogiky. Po pastoračním a pedagogickém působení v diecézi Santander se stal generálním vikářem diecéze (1976–1994), rektorem semináře (1977–1996) a proboštem katedrální kapituly (1994).
V roce 1996 jej papež Jan Pavel II. jmenoval biskupem v Orense, roku 2002 se stal arcibiskupem oviedským, roku 2009 jej Benedikt XVI. jmenoval arcibiskupem valencijským. Je přirovnáván k papeži Františkovi ("španělský František"), který jej jmenoval po rezignaci kardinála Rouco Varely dne 28. srpna 2014 arcibiskupem madridským. Přičemž jeho nástupcem na místě arcibiskupa valencijského se stal kardinál Cañizares Llovera.
Dne 9. října 2016 oznámil papež František, že Carlos Osoro Sierra bude při konzistoři dne 19. listopadu 2016 jmenován kardinálem.
Dne 12. června 2023 přijal papež František jeho rezignaci na post madridského arcibiskupa a jmenoval jeho nástupcem dosavadního pomocného biskupa arcidiecéze, Mons. Josého Cobo Cana.